# NGC 1009
NGC 1009是位於黄道以南鲸鱼座的一個螺旋星系。据估计，它距离银河系有2.61亿光年，它的直径约为14万光年。在哈伯序列中它屬於Sb。NGC 1009周邊还有NGC 1016、NGC 1020、IC 241、PGC 9982等星系。該天体是由美国天文学家爱德华·斯威夫特于1886年1月1日发现。